# Episodi di Wilfred (seconda stagione)

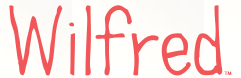
Il logo della serie televisiva

La seconda stagione della serie televisiva statunitense Wilfred è stata trasmessa dal 21 giugno al 20 settembre 2012 su FX.
In Italia la stagione va in onda sul canale Fox della piattaforma Sky, dal 19 marzo al 30 aprile 2014, ogni mercoledì alle 23.35. In chiaro va in onda su Deejay TV dal 18 maggio 2014.
| nº | Titolo originale | Titolo italiano        | Prima TV USA      | Prima TV Italia |
| -- | ---------------- | ---------------------- | ----------------- | --------------- |
| 1  | Progress         | Progressi              | 21 giugno 2012    | 19 marzo 2014   |
| 2  | Letting Go       | Arrendersi             | 28 giugno 2012    | 26 marzo 2014   |
| 3  | Dignity          | Dignità                | 5 luglio 2012     | 2 aprile 2014   |
| 4  | Guilt            | Perdono                | 12 luglio 2012    | 2 aprile 2014   |
| 5  | Now              | Una nuova casa         | 19 luglio 2012    | 9 aprile 2014   |
| 6  | Control          | Il verso giusto        | 26 luglio 2012    | 9 aprile 2014   |
| 7  | Avoidance        | Lezioni di ballo       | 2 agosto 2012     | 16 aprile 2014  |
| 8  | Truth            | Segreti                | 9 agosto 2012     | 16 aprile 2014  |
| 9  | Service          | Una giornata speciale  | 16 agosto 2012    | 23 aprile 2014  |
| 10 | Honesty          | Pelliccia di gatto     | 23 agosto 2012    | 23 aprile 2014  |
| 11 | Questions        | Spirito guida          | 30 agosto 2012    | 23 aprile 2014  |
| 12 | Resentment       | L'anello               | 13 settembre 2012 | 30 aprile 2014  |
| 13 | Secrets          | Il matrimonio di Jenna | 20 settembre 2012 | 30 aprile 2014  |